# Коробочка (музыкальный инструмент)
Коробочка, вуд-блок (англ. woodblock) — ударный музыкальный инструмент с неопределённой высотой звучания. Используется как русский народный и инструмент симфонического оркестра.
Представляет собой деревянный брусок (как правило из клёна) с щелевидной резонаторной полостью внутри. Звук извлекают ударом деревянных палочек. В оркестре используется несколько коробочек разных размеров. Звучание небольших коробочек резкое и сухое, напоминает цоканье копыт или стук каблуков в танце. Коробочек побольше — глубокое и звонкое.